# Amphoe Takua Pa
Takua Pa (thaï ตะกั่วป่า) est un district (Amphoe) de la Province de Phang Nga, dans le Sud de la Thaïlande. Sa capitale est la ville de Takua Pa.

## Géographie
Le district se situe sur la côte ouest du pays, sur la mer d'Andaman. Au nord il y a le parc national d'Ao Phang Nga. Au sud il y a le parc national de Khao Lak-Lam Ru. Au sud du district il y a la station balnéaire de Khao Lak, dévastée par le tsunami de 2004.
Les districts voisins sont Khura Buri, au nord, Phanom et Kapong à l'Est, et thaï Mueang, au sud.

## Histoire
D'abord nommé Takola (thaï : ตะโก ลา), la ville de Takua Pa a été fondé au XIIIe siècle. Elle était aussi nommée Takkolam (tamoul : தக்கொலம்) en tamoul. Les premiers colons du district sont tamouls. Takua Pa était un port commerçant sur la côte ouest de la péninsule, surtout pour le commerce des épices entre le royaume Malais, le Sri Lanka et le sud de l'Inde. La ville a été rebaptisée par la suite, Takua Pa, à cause des minerais d'étain près de la ville. Mais Takua Pa, en thaï, veut dire oxyde de plomb.
Le port de Takua Pa a été une importante zone de dragage d'étain dans la première moitié du XXe siècle, géré par la société anglaise Tin Ltd syndicat et la compagnie australienne Satupulo No Liability Co. Deux dragueurs opéraient dans les rivières, et des rails étroites suivaient les rivières jusqu'en amont. Une compagnie thaï a pris le relais de l'exploitation en 1967. En 2008, les plantations de caoutchouc ont remplacé l'exploitation minière. La bibliothèque publique de Takua Pa possède des photos du dragage et des éclusages, à leur apogée dans les années 1920 et 1930. Les anciens ateliers peuvent encore être visités dans la ville d'Amphoe Kapong.
Le centre pour l'identification des corps retrouvés après le tsunami de 2004 est situé à Takua Pa,. En face du centre d'identification, il y a le cimetière où tous les corps non identifiés ont été enterrés,.

## Administration
Le district de Takua Pa est subdivisée en huit sous-districts (Tambon), subdivisés en 51 villages (muban). Il y a 6 organisations administratives Tambon (TAO) - Le Tambon Takua Pa est administré par le conseil municipal.
| No. | Name        | Thai      | Muban | Inh.   |
| --- | ----------- | --------- | ----- | ------ |
| 1.  | Takua Pa    | ตะกั่วป่า    | -     | 08,469 |
| 2.  | Bang Nai Si | บางนายสี   | 9     | 10,820 |
| 3.  | Bang Sai    | บางไทร    | 7     | 02,752 |
| 4.  | Bang Muang  | บางม่วง    | 8     | 10,235 |
| 5.  | Tam Tua     | ตำตัว      | 6     | 01,581 |
| 6.  | Khok Khian  | โคกเคียน   | 9     | 05,747 |
| 7.  | Khuekkhak   | คึกคัก      | 7     | 05,172 |
| 8.  | Ko Kho Khao | เกาะคอเขา | 5     | 0854   |